# Constantino Lecapeno
Constantino Lecapeno (en griego: Κωνσταντίνος Λακαπηνός) fue el tercer hijo varón del emperador bizantino Romano I Lecapeno (r. 920-944) con Teodora y coemperador del 924 al 945. Conjuntamente con su hermano mayor Esteban Lecapeno depuso a su padre Romano I en diciembre de 944 solo para ser derrocado y exiliado unas semanas más tarde por el legítimo emperador Constantino VII (r. 913-959). Constantino Lecapeno fue desterrado a la isla de Samotracia donde acabó siendo asesinado mientras intentaba escapar, entre 946 y 948.

## Biografía

### Antecedentes

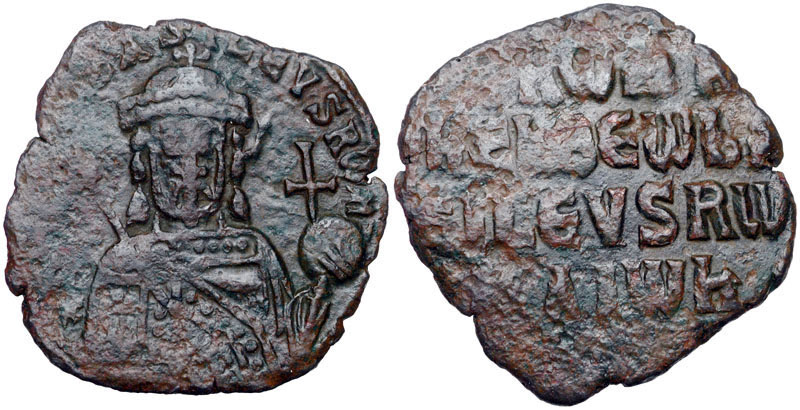
Follis con el busto de Romano I al anverso

La familia fue fundada por Teofilacto Abaktistos, un campesino armenio que como soldado salvó la vida del emperador Basilio I en 872 y recibió como recompensa propiedades ubicadas en la localidad de Lecape, de donde provendría el apellido. El hijo de Teofilacto, Romano, ascendería hasta convertirse en almirante de la flota bizantina; posteriormente consiguió tomar las riendas del gobierno y casar a su hija Elena con el emperador adolescente, Constantino VII Porfirogéneta (r. 913-959). En el transcurso de un año ascendió de basileopator a césar para finalmente ser coronado como emperador el 17 de diciembre de 920.
Constantino Lecapeno era uno de los hijos más jóvenes del emperador Romano I y su esposa Teodora. Teófanes Continuatus lo menciona como el más pequeño de la pareja imperial, mientras que el cronista del siglo xi Jorge Codinos lo cita como el tercero de cuatro varones conocidos. Sus hermanos mayores eran Cristóbal Lecapeno (r. 921-931) y Esteban Lecapeno (r. 924-945). No está claro si Teofilacto (Patriarca de Constantinopla en 933-956) era su hermano menor o si era un poco mayor que él. Sus hermanas fueron Elena, casada con Constantino VII, y Ágata, casada con Romano Argiro. Probablemente tuvo al menos otras dos hermanas no identificadas conocidas solo por sus matrimonios con los magister officiorum Romano Mosele y Romano Saronita.

### Reinado

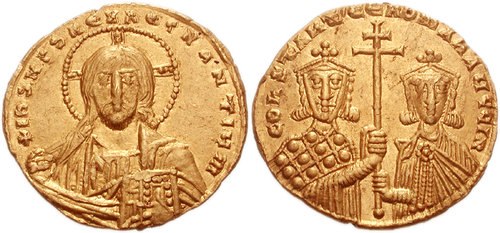
Sólido de Romano II y Constantino VII

Para consolidar su posición en el poder y con el fin de suplantar a la dinastía macedónica gobernante con su propia familia, Romano I nombró a su hijo mayor Cristóbal como coemperador en mayo de 921, mientras que Esteban y Constantino fueron también proclamados para correinar con su hermano mayor el 25 de diciembre de 924. Tras la muerte prematura de Cristóbal en 931, y dada la marginación de Constantino Porfirogéneta, Esteban y Constantino Lecapeno asumieron un mayor protagonismo, aunque formalmente se encontraban por debajo de su cuñado en la línea de sucesión de los emperadores bizantinos.
En 939, Constantino se casó con su primera esposa, Elena, hija del patricio Adrián, un armenio. El magister Simeón registra la muerte de Elena el 14 de enero de 940. El 2 de febrero del mismo año, Constantino se casó con su segunda mujer, Teófano Mamas. Se sabe que Constantino llegó a tener un hijo, al que nombró Romano, pero no se registra con cuál de sus dos mujeres fue concebido. Siendo todavía un niño, Romano fue castrado en 945, después que los Lecapenos perdieran el poder, con el propósito de impedirle reclamar el trono bizantino. No obstante, hizo carrera en la corte y consiguió finalmente los cargos de patricio y de Eparca de Constantinopla.
Constantino y Esteban Lecapeno obtuvieron protagonismo en 943, cuando se opusieron al matrimonio dinástico de su sobrino, Romano II. El padre de ellos quería casar a su nieto mayor con Eufrosina, una hija del general Juan Curcuas. Aunque tal iniciativa efectivamente consolidó la lealtad del ejército, también fortaleció la posición de la línea macedonia legítima, representada por Romano II y su padre Constantino VII, sobre los reclamos de los propios hijos de Romano. Previamente, Esteban y Constantino se opusieron a la decisión y su opinión prevaleció sobre la de su padre, que para entonces estaba viejo y enfermo, y destituyeron a Curcuas en el otoño de 944. Romano II, como alternativa, se casó con Berta, hija ilegítima de Hugo de Arlés, rey de Italia, quien cambió su nombre a Eudoxia después de la boda.
Con Romano I acercándose al fin de su vida, el tema de la sucesión se hizo imperioso. En 943, Romano redactó un testamento que dejaba a Constantino VII como emperador principal después de su muerte. Esto molestó mucho a los dos coemperadores, quienes posiblemente temían que su cuñado les retirara los privilegios conseguidos y los obligara a tomar los votos monásticos. Según Steven Runciman, los hermanos Lecapenos estaban motivados tanto por la autoconservación como por una genuina ambición. De este modo, empezaron a planear la toma del poder mediante un golpe de Estado con Esteban aparentemente como el cabecilla y Constantino como copartícipe, aunque bastante reacio.

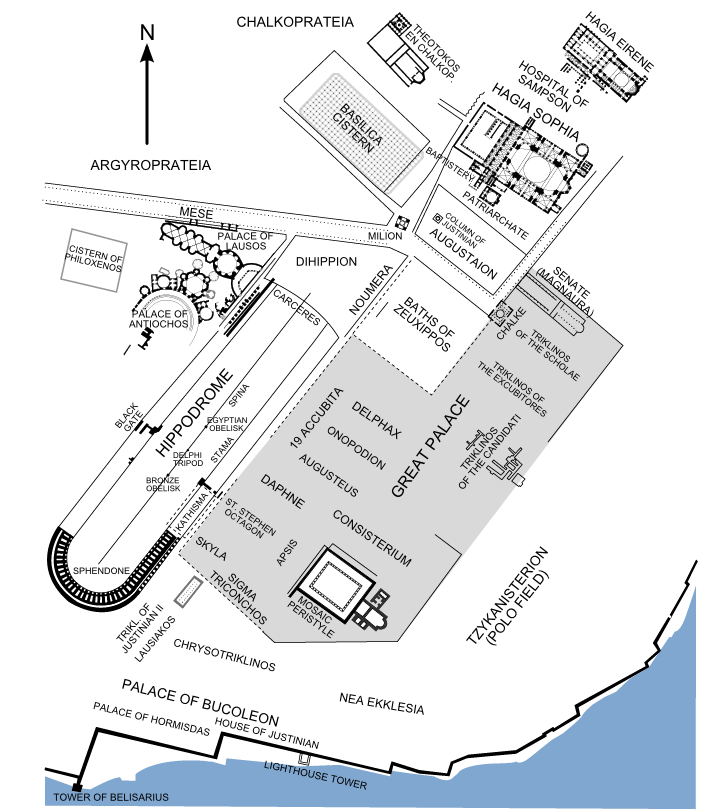
Gran Palacio de Constantinopla

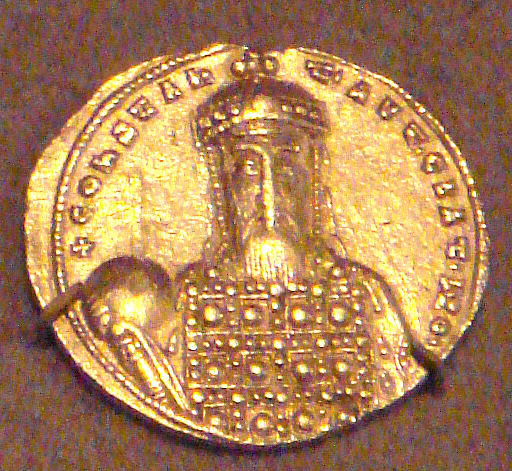
Sólido de oro de Constantino VII

Entre sus compañeros de conspiración estuvieron Mariano Argiro, el protospatario Basilio Petino, Manuel Curcita, el strategos Diógenes, Clado, y Felipe. Jorge Cedreno, sin embargo, considera que Petino pudo haber sido un agente infiltrado de Constantino VII. El 20 de diciembre de 944, los conspiradores pusieron su plan en marcha; los dos hermanos hicieron entrar subrepticiamente a sus partidarios en el Gran Palacio de Constantinopla durante un descanso de las actividades del mediodía. Acto seguido fueron conducidos a la sala de Romano I, donde pudieron capturarlo fácilmente, pues se trataba de un «viejo enfermo». Sin perder tiempo lo transportaron al puerto más cercano y de allí a Prote, una de las islas de los Príncipes y lugar popular de exilio. Allí, Romano acordó tomar los votos monásticos y renunciar al trono.
Habiendo conseguido destituir a su padre sin mayores inconvenientes, los dos hermanos debían ahora hacer frente a Constantino Porfirogéneta. Desafortunadamente para ellos, se extendieron rápidamente rumores por Constantinopla, los cuales afirmaban que tras la deposición de Romano I, la vida de Constantino VII se encontraba en peligro. En poco tiempo las multitudes se reunieron frente al palacio exigiendo ver a su emperador en persona. El historiador contemporáneo lombardo Liutprando de Cremona escribió que los embajadores y enviados de Amalfi, Gaeta, Roma y Provenza, que se hallaban presentes en la capital, también apoyaron a Constantino VII. Esteban y Constantino tuvieron que claudicar ante lo inevitable reconociendo a su cuñado como emperador principal. Este nuevo triunvirato se prolongó cerca de cuarenta días. Los tres emperadores nombraron a los nuevos jefes militares: Bardas Focas el Viejo fue declarado doméstico de las escolas y Constantino Gongila, jefe de la armada bizantina. Asimismo, Esteban y su hermano lograron recompensar a sus compañeros de conspiración: Petino se convirtió en patricio y gran heteriarca, Argiro fue nombrado conde del establo y Curcita pasó a ser patricio y drungario de la guardia.
El 26 de enero de 945, ante la insistencia de su hermana, la augusta Elena, otro golpe depuso a los dos Lecapenos del poder con la acusación de intento de envenenamiento contra Constantino VII y se restauró la autoridad imperial unitaria a favor de este último.

### Exilio y muerte
Inicialmente, los dos hermanos fueron enviados a Prote. Los cronistas bizantinos sostienen que su padre les dio la bienvenida citando un extracto del libro de Isaías, específicamente el capítulo primero: «Crié hijos hasta que fueron grandes, pero ellos se rebelaron contra mí» (Isaías 1:2). Liutprando de Cremona hace un relato ligeramente diferente afirmando que Romano recibió a sus hijos con amargo sarcasmo, dándoles las gracias por no haberlo descuidado y rogando que disculpen a los monjes por la ignorancia de no saber cómo recibir apropiadamente a unos emperadores.
Constantino fue transportado a Ténedos (actual Bozcaada) y luego a Samotracia. Finalmente fue asesinado mientras intentaba escapar de la isla, aunque la fecha exacta se desconoce. Teófanes Continuatus afirmó que el exiliado Romano I tuvo una pesadilla en la cual vio el descenso de su hijo al infierno en el momento de la muerte de Constantino, que se sitúa entre 946 y la propia muerte de Romano I en 948.